# Cytaea morrisoni
Cytaea morrisoni är en spindelart som beskrevs av Dunn 1951. Cytaea morrisoni ingår i släktet Cytaea och familjen hoppspindlar. Inga underarter finns listade i Catalogue of Life.